# Arquitectura de Hong Kong

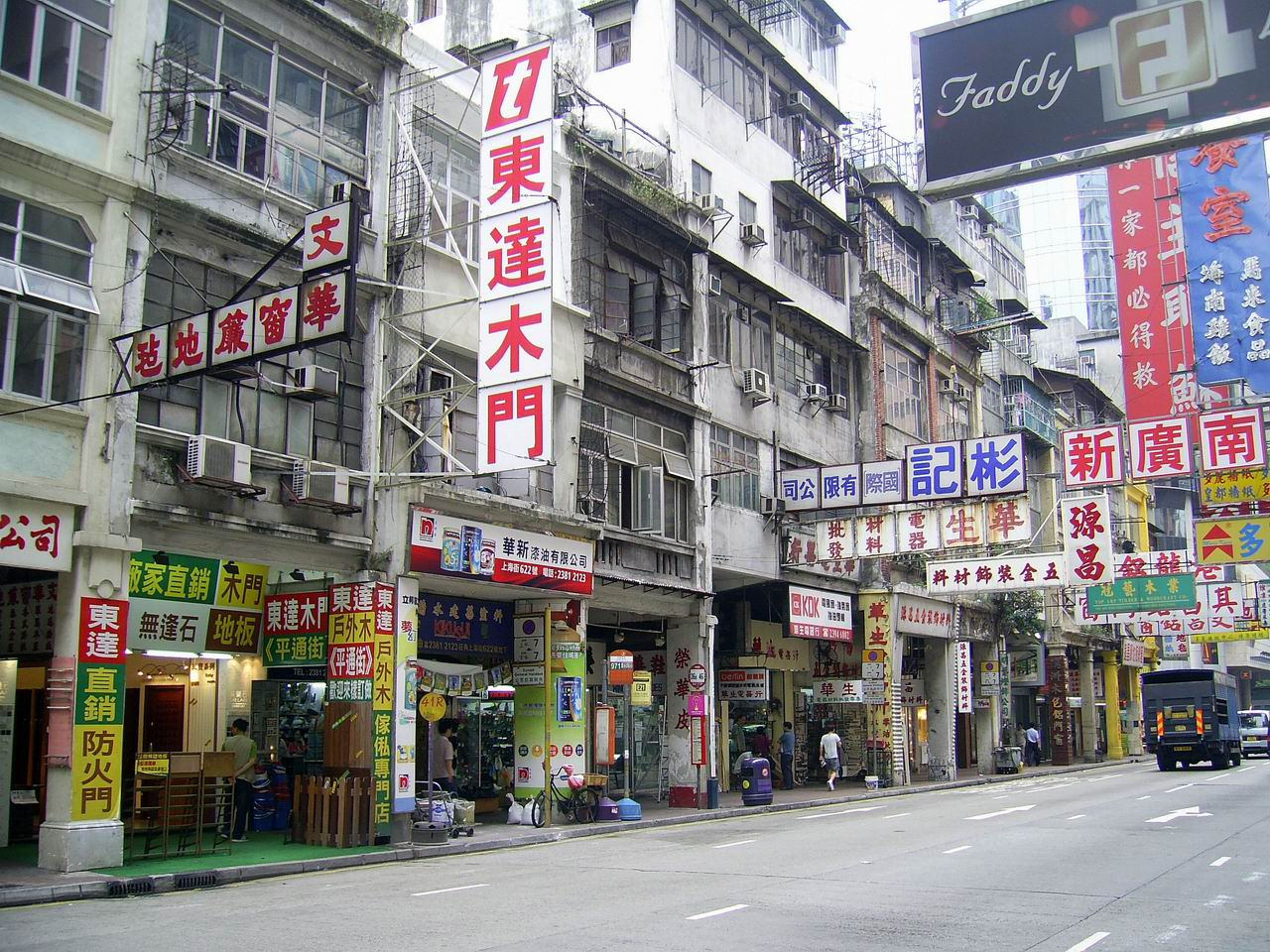
Tong laus en Mong Kok. Antiguamente una forma omnipresente de arquitectura de uso mixto de Hong Kong, en la actualidad son edificios poco habituales en la ciudad.

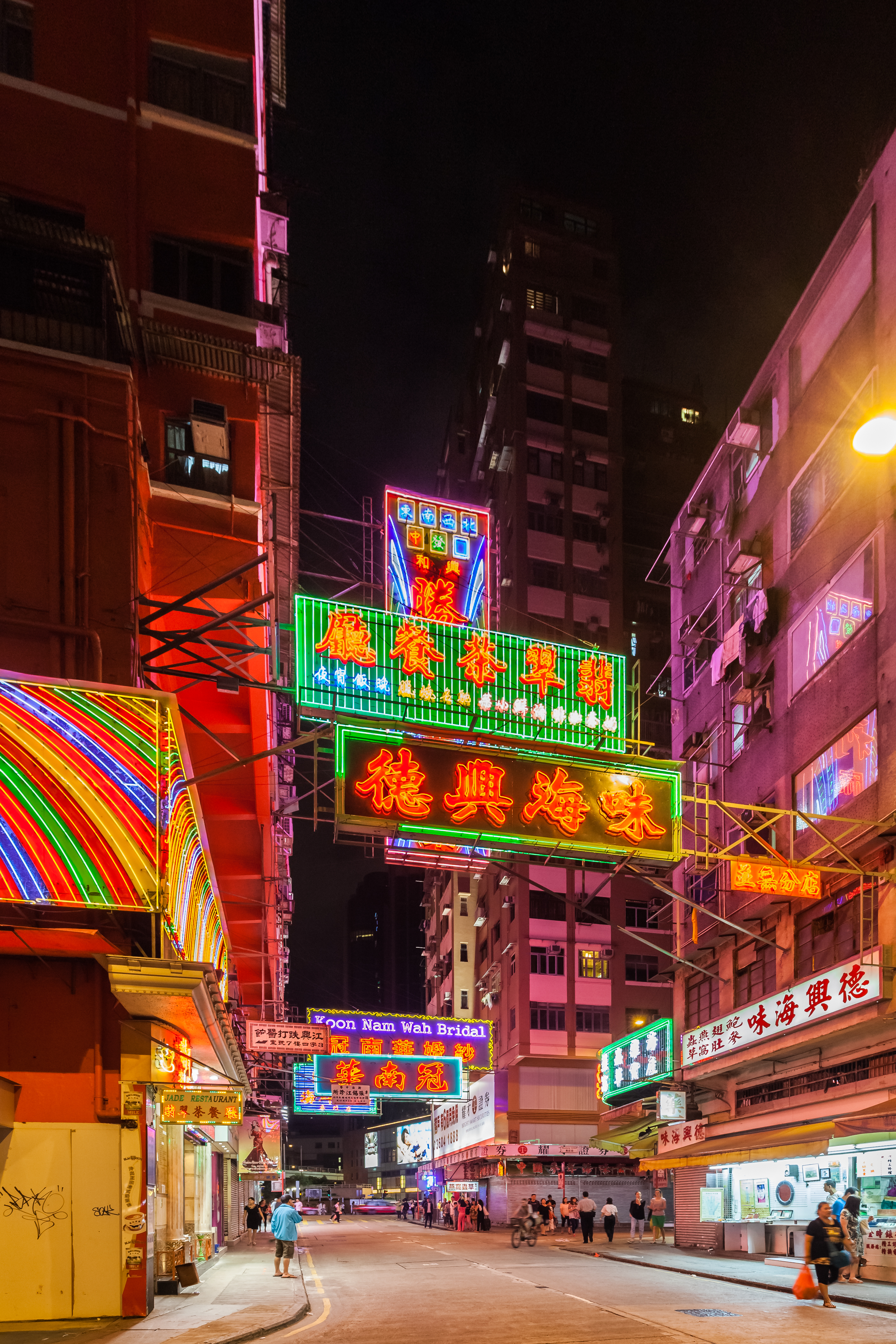
Vista nocturna de una calle comercial en Hong Kong.

La arquitectura de Hong Kong tiene un gran énfasis en la arquitectura contemporánea, especialmente la arquitectura moderna, posmoderna y  funcionalista. Debido a la escasez de terrenos disponibles, se conservan pocos edificios históricos en las zonas urbanas de Hong Kong. Sin embargo, esta ciudad se ha convertido en un centro de la arquitectura moderna debido a que en lugar de los edificios antiguos se han construido edificios nuevos y más grandes. Es la ciudad con más rascacielos de más de 150 metros de altura, así como la ciudad con más edificios de más de 100 y 35 metros. El skyline de Hong Kong se considera con frecuencia el mejor del mundo, con las montañas y el Victoria Harbour complementando a los rascacielos.

## Arquitectura china

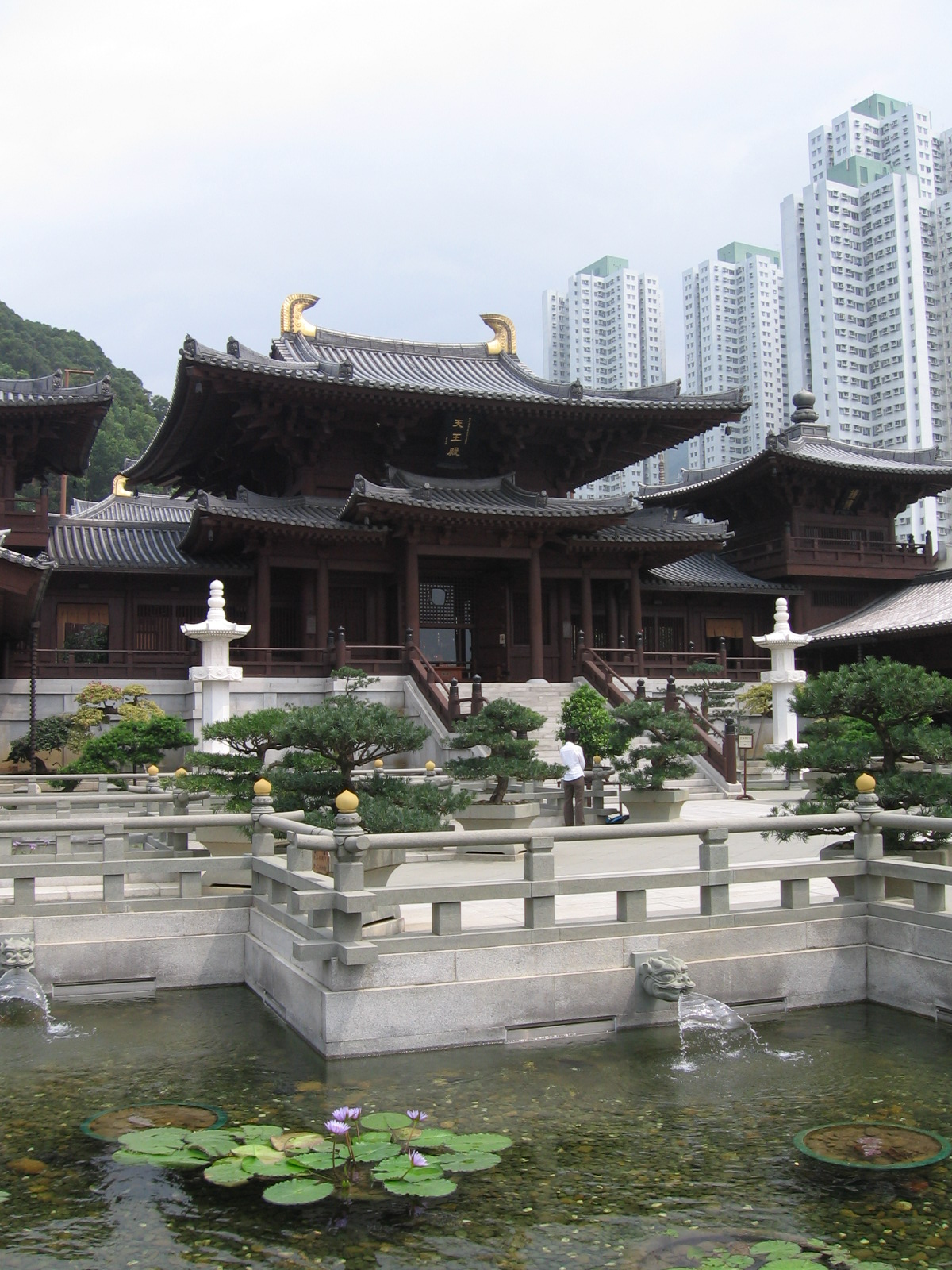
El Convento Chi Lin en Diamond Hill, Kowloon.

Antes del asentamiento británico en la ciudad en 1841, la arquitectura de Hong Kong era predominantemente china. Debido a que la mayor parte de su población eran pescadores a merced de los tifones y los piratas, se construyeron numerosos templos dedicados a su diosa patrona, Tin Hau. Del mismo modo, los agricultores construyeron pueblos fortificados para defenderse de los bandidos.
Después de que los británicos establecieran la colonia de Victoria City (actual Central y Oeste, en la Isla de Hong Kong), la población local aumentó sustancialmente, y como resultado empezaron a aparecer tong laus. Estos eran edificios de tres o cuatro plantas distribuidos densamente en manzanas que combinaban elementos arquitectónicos chinos y europeos. La planta baja contenía habitualmente tiendas, y las plantas superiores apartamentos con pequeños balcones. Tenían escaleras pero no ascensores, y a veces no tenían aseos. Los tong laus continuaron siendo la forma más frecuente de la arquitectura de Hong Kong hasta al menos la Segunda Guerra Mundial; actualmente se conservan varios de estos edificios, aunque a menudo en estado de abandono.

## Arquitectura europea

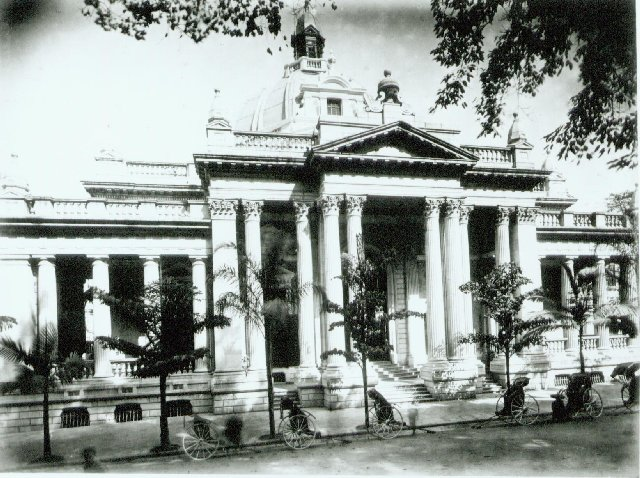
La sede del Hongkong and Shanghai Banking Corporation Limited en 1890.

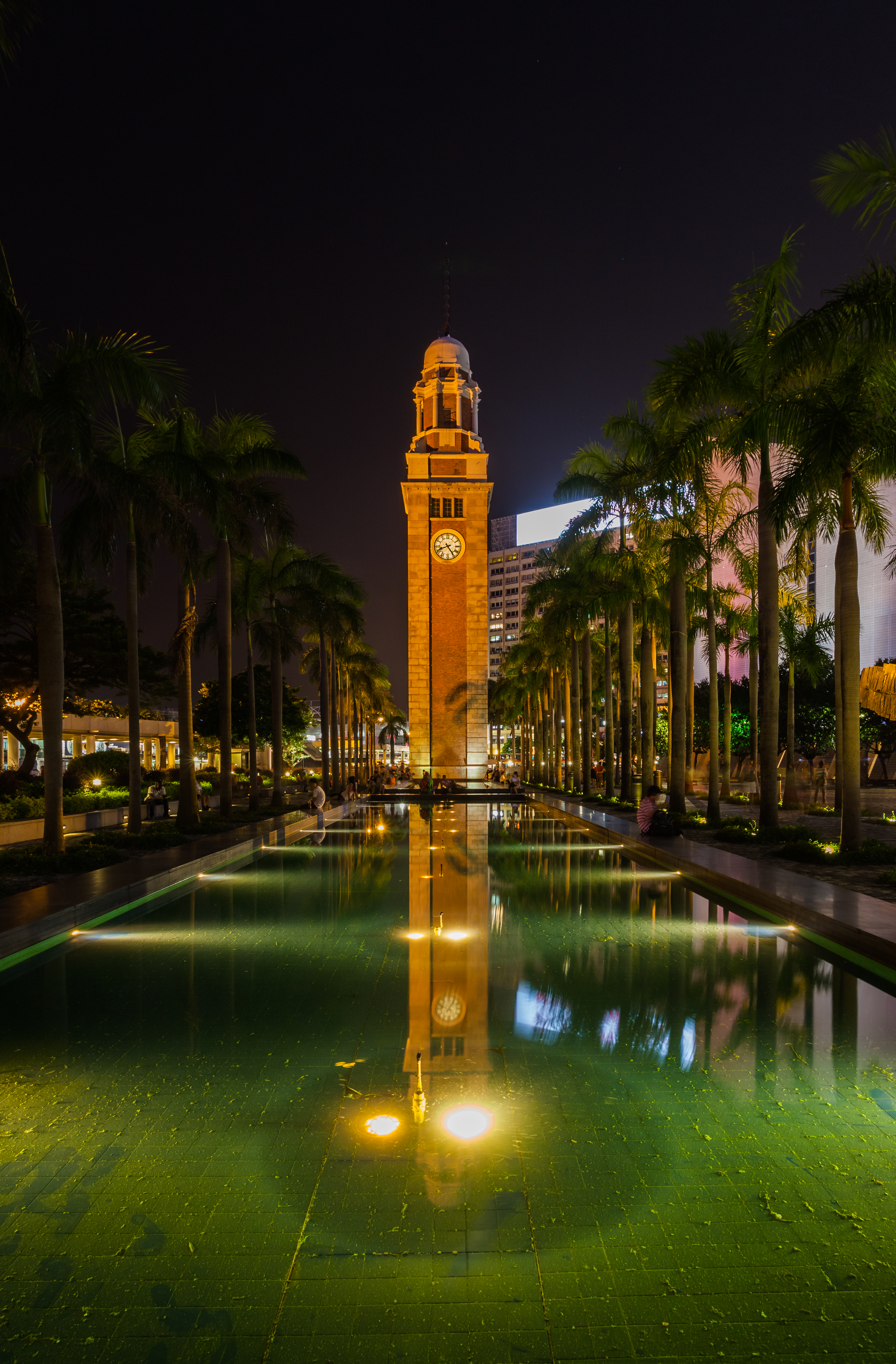
Torre del reloj de Pedder Street.

Al mismo tiempo, los ingleses introdujeron los estilos victoriano y eduardiano desde mediados del siglo XIX. Entre los ejemplos más destacados que se conservan están el Legislative Council Building, la Central Police Station y Murray House. Un edificio que ha sido demolido fue el Hong Kong Club Building, construido en 1897 encima de un edificio más pequeño de estilo neorrenacentista italiano. Este edificio fue objeto de una encarnzada lucha por su conservación a finales de los años setenta, que finalmente no consiguió salvar el edificio de la demolición.
Los primeros edificios de Hong Kong considerados rascacielos se construyeron entre junio de 1904 y diciembre de 1905. Era un complejo de cinco edificios, cada uno de los cuales tenía cinco o seis plantas de altura, construido por la empresa Hong Kong Land bajo la dirección de Catchick Paul Chater y James Johnstone Keswick.
La mayor parte de los edificios altos construidos posteriormente eran para uso empresarial; el primer verdadero rascacielos de Hong Kong se construyó en 1935 para HongkongBank, y fue también el primer edificio de la ciudad con aire acondicionado; sin embargo, fue demolido en 1985 y sustituido con el HSBC Main Building. De manera similar, los pocos ejemplos de arquitectura de estilo Streamline moderne y Bauhaus de los años treinta, como el Mercado Central y el Mercado de Wan Chai, se enfrentan a demoliciones inminentes pese a las protestas de los grupos conservacionistas.
En el sector residencial, no aparecieron rascacielos hasta que la Ordenanza de Edificación de 1955 elevó el límite de altura de los edificios residenciales. Este cambio fue exigido por la masiva afluencia de refugiados a Hong Kong tras la revolución comunista china de 1949 y el posterior incendio de Shek Kip Mei de 1953.
Se construyeron precipitadamente urbanizaciones de viviendas públicas para alojar a los sin techo, originalmente de siete plantas de altura, con notorias malas condiciones, baños públicos y sin cocinas; mientras tanto, los apartamentos privados, aún apretujados dentro de manzanas como los antiguos tong laus, habían llegado a tener más de veinte plantas a mediados de los años sesenta.
La urbanización privada empezó en 1965 con Mei Foo Sun Chuen. La primera construcción privada importante fue la urbanización de clase media de Taikoo Shing, construida por Swire properties en 1972. Con poco espacio desaprovechado en estatuas o monumentos que consumieran espacio innecesario, el diseño de Taikoo Shing fue el nuevo estándar a seguir en la ciudad.

## Arquitectura contemporánea
A finales de los años noventa, la mayor demanda de edificios de lujo estaba en Central y sus alrededores. Los edificios de Central constituyen el skyline a lo largo de la costa del Victoria Harbour, en la Isla de Hong Kong, una famosa atracción turística de la ciudad. Sin embargo, hasta que cerró el Aeropuerto Internacional Kai Tak en 1998, estaban en vigor estrictas restricciones de altura en Kowloon, frente a la Isla de Hong Kong, para que pudieran aterrizar los aviones. Estas restricciones se han eliminado recientemente y en los últimos años se han construido muchos nuevos rascacielos en Kowloon, incluido el International Commerce Centre, edificio más alto de Hong Kong desde su finalización en 2010, en las tierras ganadas al mar de West Kowloon.
Muchas torres residenciales y de oficinas construidas en las dos últimas décadas están entre las más altas del mundo, como Highcliff, The Arch, The Harbourside o One Island East. En la actualidad, Hong Kong tiene el mayor skyline del mundo, con un total de 7681 rascacielos.
El rascacielos más conocido de Hong Kong es probablemente la Bank of China Tower, diseñada por I. M. Pei. Este edificio generó una acalorada controversia desde el momento en el que se desveló su diseño al público, que continuó varios años después de su finalización en 1990. Se decía que, según el feng shui, el edificio proyectaba energía negativa en el centro de Hong Kong debido a sus ángulos afilados. Incluso un rumor llegó a afirmar que la energía negativa se concentraba en la Government House porque era una trama china que pretendía frustrar cualquier decisión tomada allí. Las dos antenas blancas en la cima del edificio también se consideraban desfavorables debido a que tradicionalmente se queman dos palos of incienso por los muertos.
Uno de los mayores proyectos de Hong Kong ha sido el nuevo Aeropuerto Internacional de Hong Kong en Chek Lap Kok, cerca de Lantau, que fue el proyecto de ingeniería civil más extenso de la historia. Diseñado por Norman Foster, este aeropuerto, situado sobre tierras ganadas al mar, está conectado al centro de Hong Kong mediante el Lantau Link, que tiene tres nuevos puentes: el sexto puente colgante más grande del mundo, Tsing Ma, construido en 1997, que conecta las islas de Tsing Yi y Ma Wan; el puente atirantado más largo del mundo, que lleva tanto tráfico rodado como trenes, Kap Shui Mun, que conecta Ma Wan y Lantau; y el primer puente atirantado de cuatro vanos del mundo, Ting Kau, que conecta Tsing Yi y los Nuevos Territorios.

## Proyectos recientes
En los últimos años, los nuevos edificios de Hong Kong han tendido a centrarse en suministrar más espacios verdes públicos combinando conceptos de eficiencia medioambiental junto con el intercambio cultural, con el objetivo de mejorar la calidad de vida de las personas. Además de espacios verdes, también son numerosas las transformaciones de espacios antiguos abandonados en centros culturales que impulsan la creatividad y la innovación.

### Kowloon West Cultural District

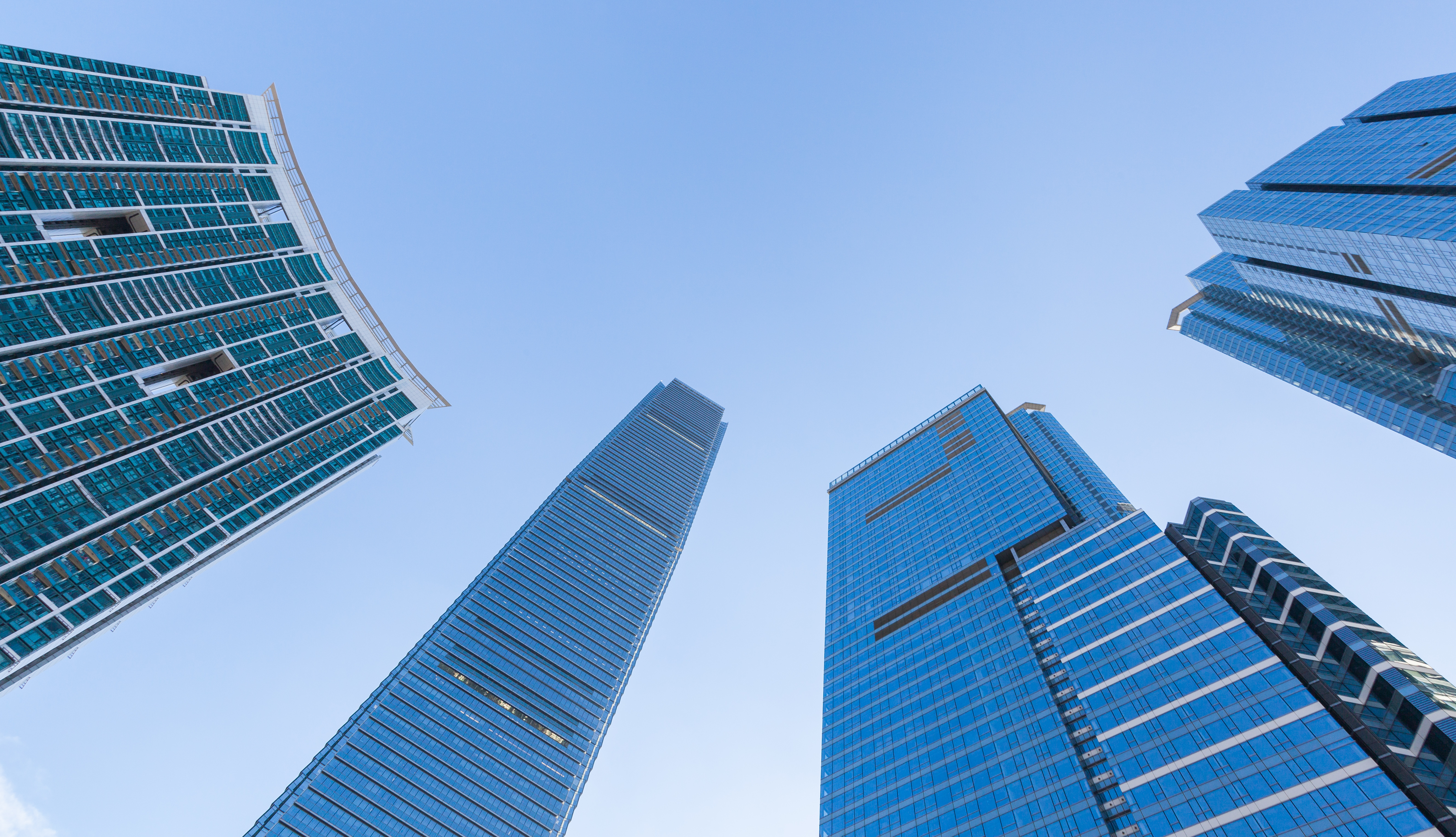
Kowloon Waterfront.

Situado en el promontorio del distrito, el paseo marítimo de West Kowloon es un tranquilo paraíso dentro de esta frenética ciudad que permite pasear lo largo de la costa rodeado por emblemáticas vistas de Hong Kong. Este paseo incluye una zona para intercambios culturales donde se toca música en directo los fines de semana.

### PMQ
PMQ es un centro de diseño que utiliza espacios antiguos abandonados para crear plataformas para que varias start-ups muestren sus mejores innovaciones y productos al público. Tras dos años de renovaciones, los antiguos cuarteles de la policía en Aberdeen Street, Central, se han transformado en PMQ. Aunque los estudios son pequeños (unos 42 m²), PMQ es un gran lugar para fomentar una comunidad. Los espaciosos pasillos al aire libre frente a cada unidad se usan para exposiciones y eventos; hay un espacio para trabajo cooperativo y unidades residenciales para diseñadores extranjeros. El enfoque empresarial de PMQ ofrece la mejor oportunidad para que los jóvenes diseñadores de Hong Kong alcancen el éxito, debido a que la naturaleza jerárquica de muchas empresas locales impide la innovación.

### Hong Kong Science Park
Es un proyecto que pretende promover el intercambio de tecnología e innovación de alta gama. Es un proyecto clave que se integra con el avance de Hong Kong como centro regional para la innovación de altas tecnologías. Se sitúa en el Tolo Harbour y se compone de tres fases. La fase I está dividida en tres zonas: Core, Corporate y Campus. La zona Core se sitúa en el centro y contiene instalaciones comunitarias y de ocio, salas de reuniones y conferencias, salas de exposiciones, tiendas, comedores así como oficinas para pequeñas empresas. La zona Corporate se sitúa a lo largo de la orilla y está reservada para grandes empresas que quieren tener sus oficinas en un edificio de su propiedad. La zona Campus se sitúa alrededor de la Tolo Highway y está diseñada para alojar empresas medianas en edificios con varios inquilinos.

## Galería de imágenes

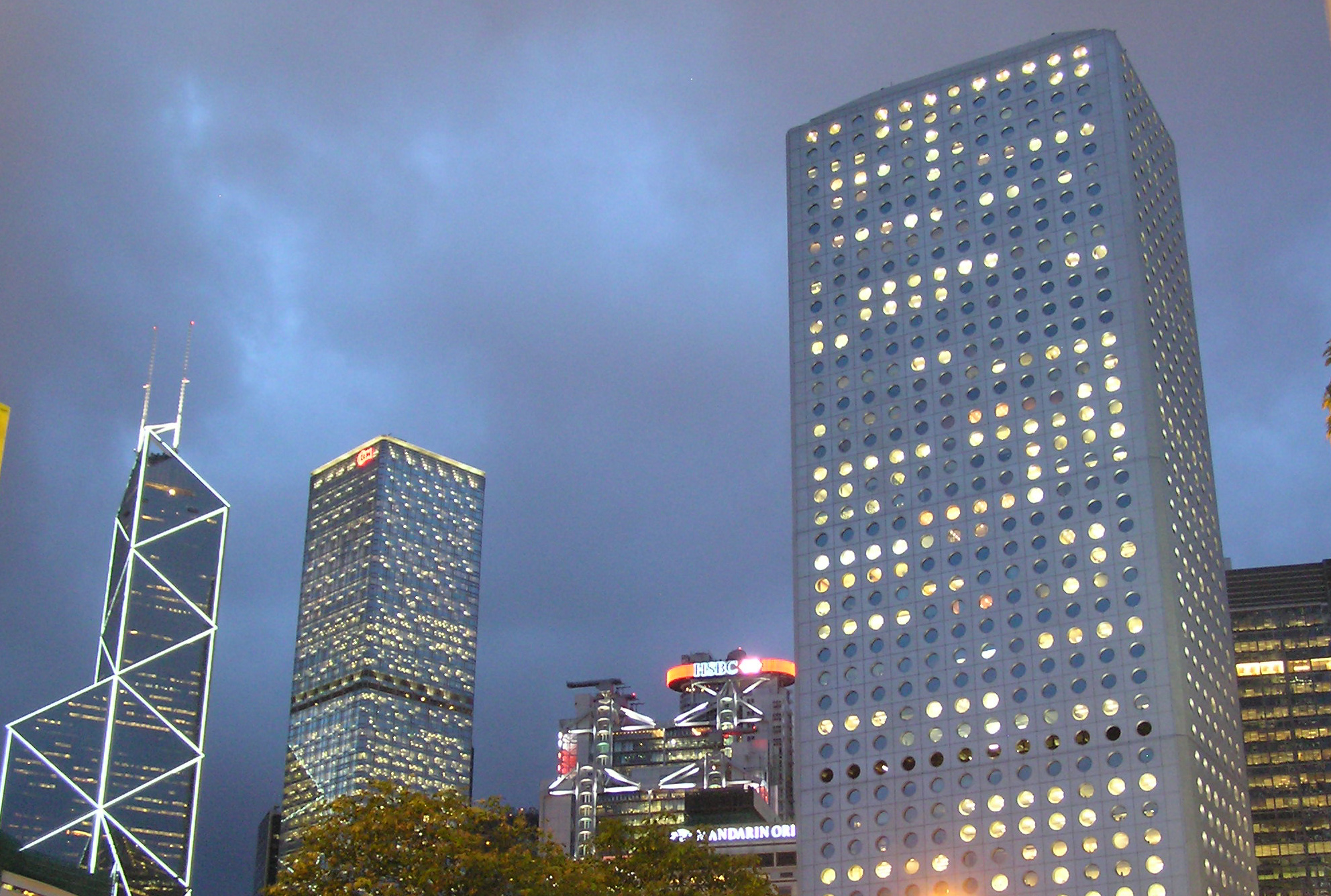
Rascacielos de oficinas en Central. De derecha a izquierda, la BOC Tower, Cheung Kong Center, HSBC Building y Jardine House.
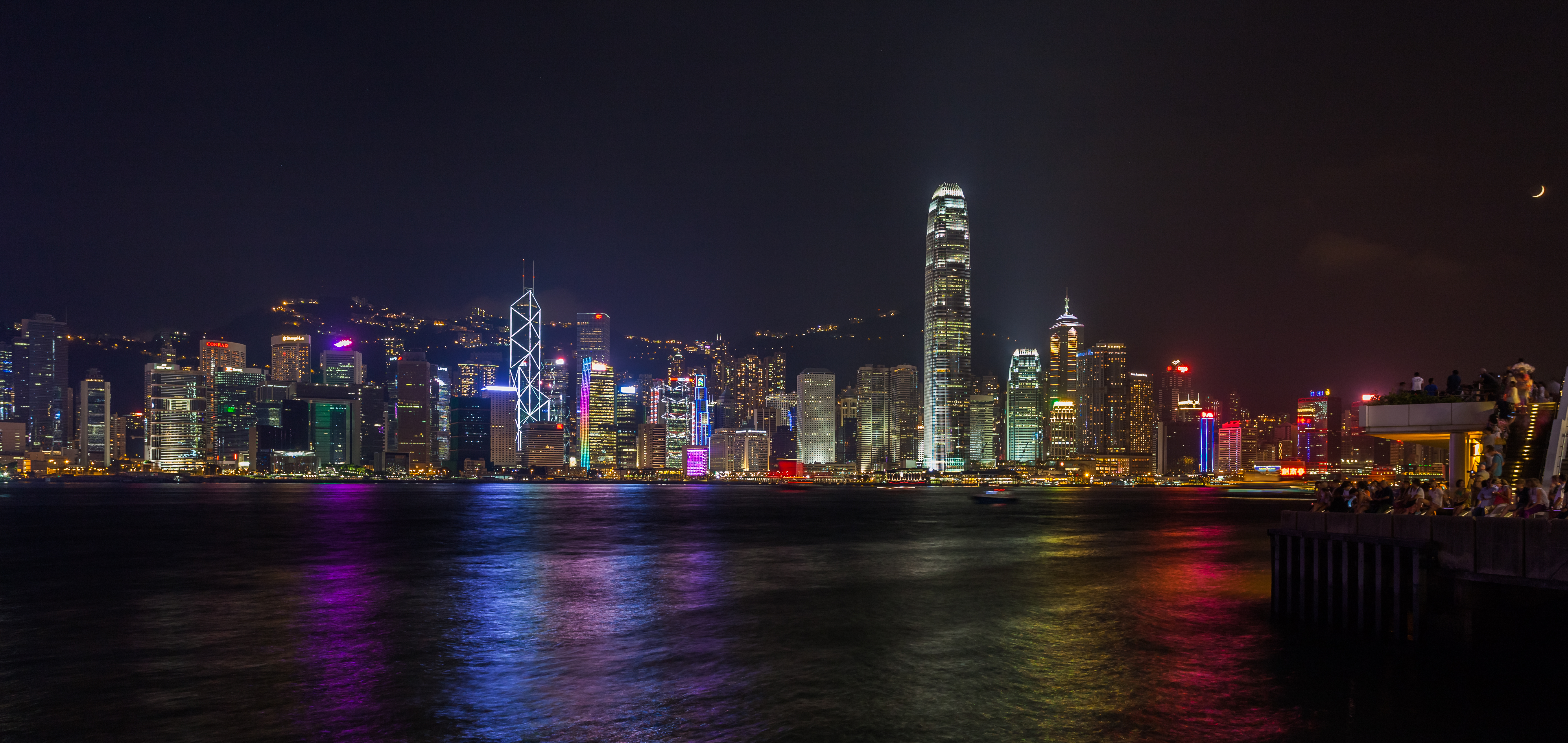
Vista del distrito financiero de Hong Kong por la noche.
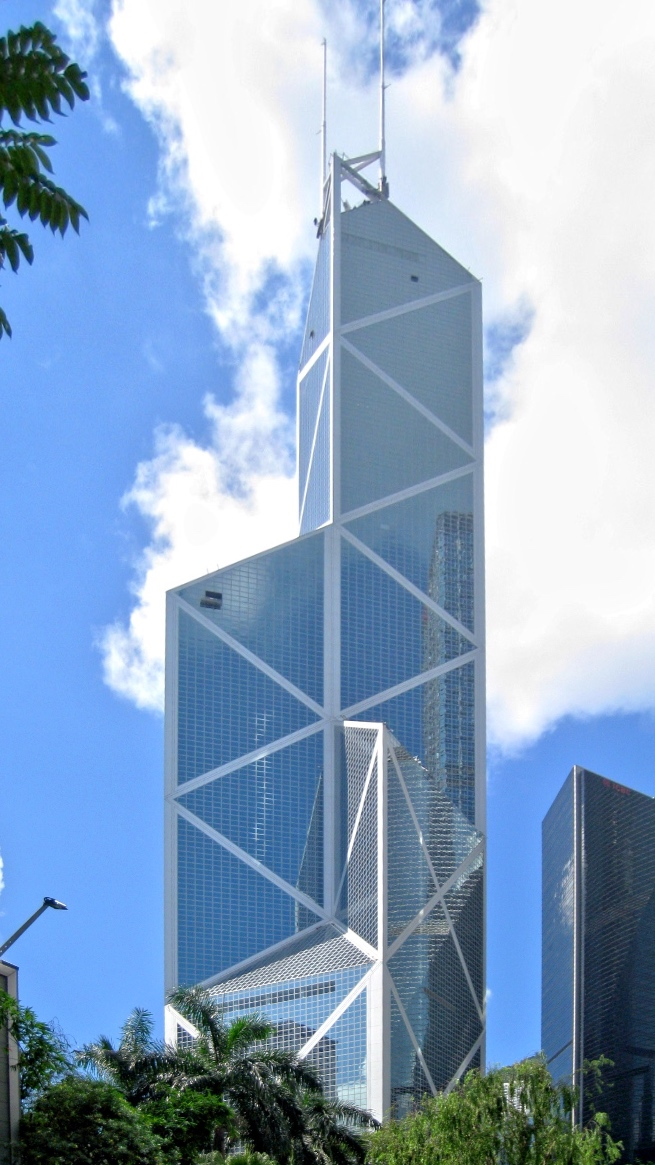
La Bank of China Tower.
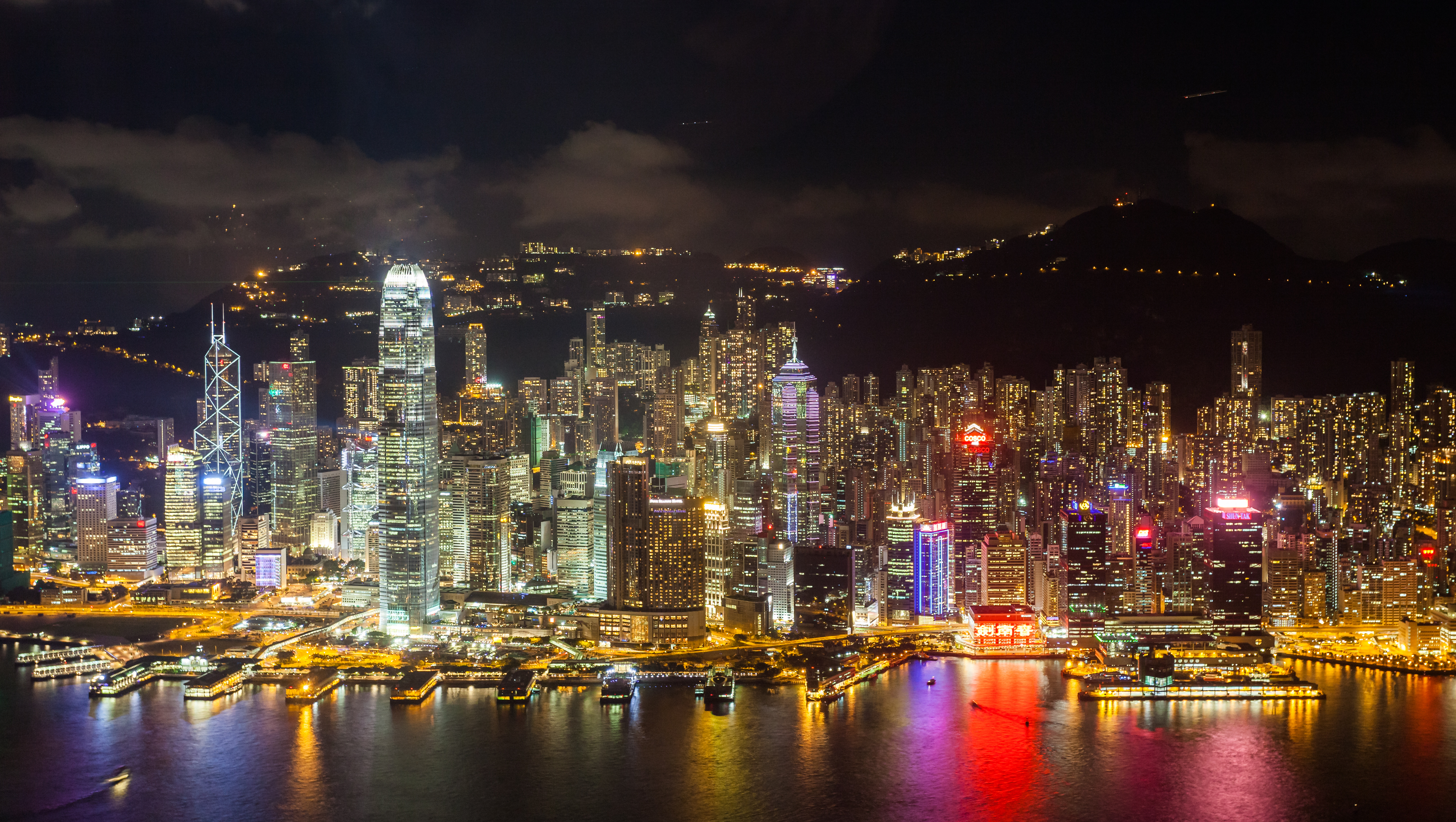
Vista del Puerto de Victoria desde Sky100 por la noche.
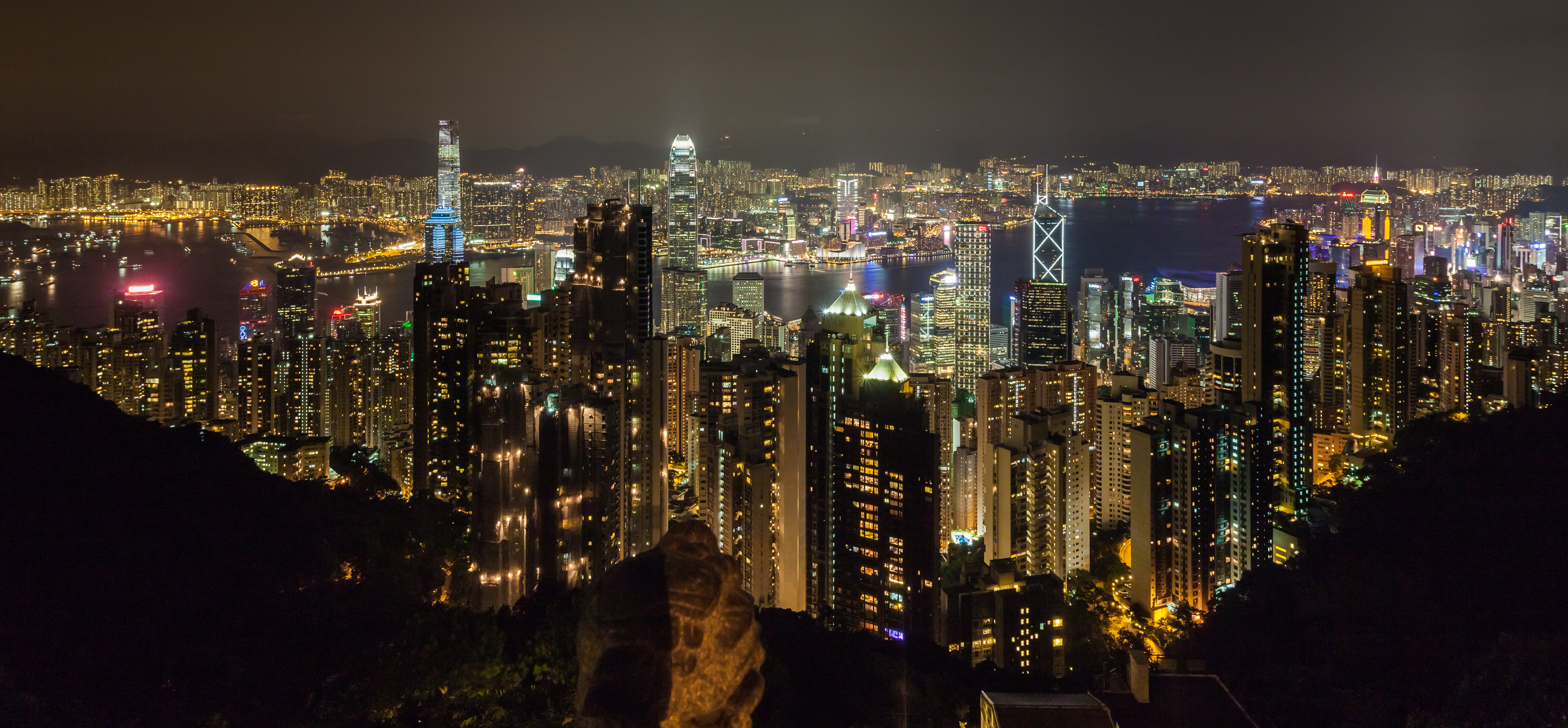
Vista del Puerto de Victoria desde la Cumbre Victoria.
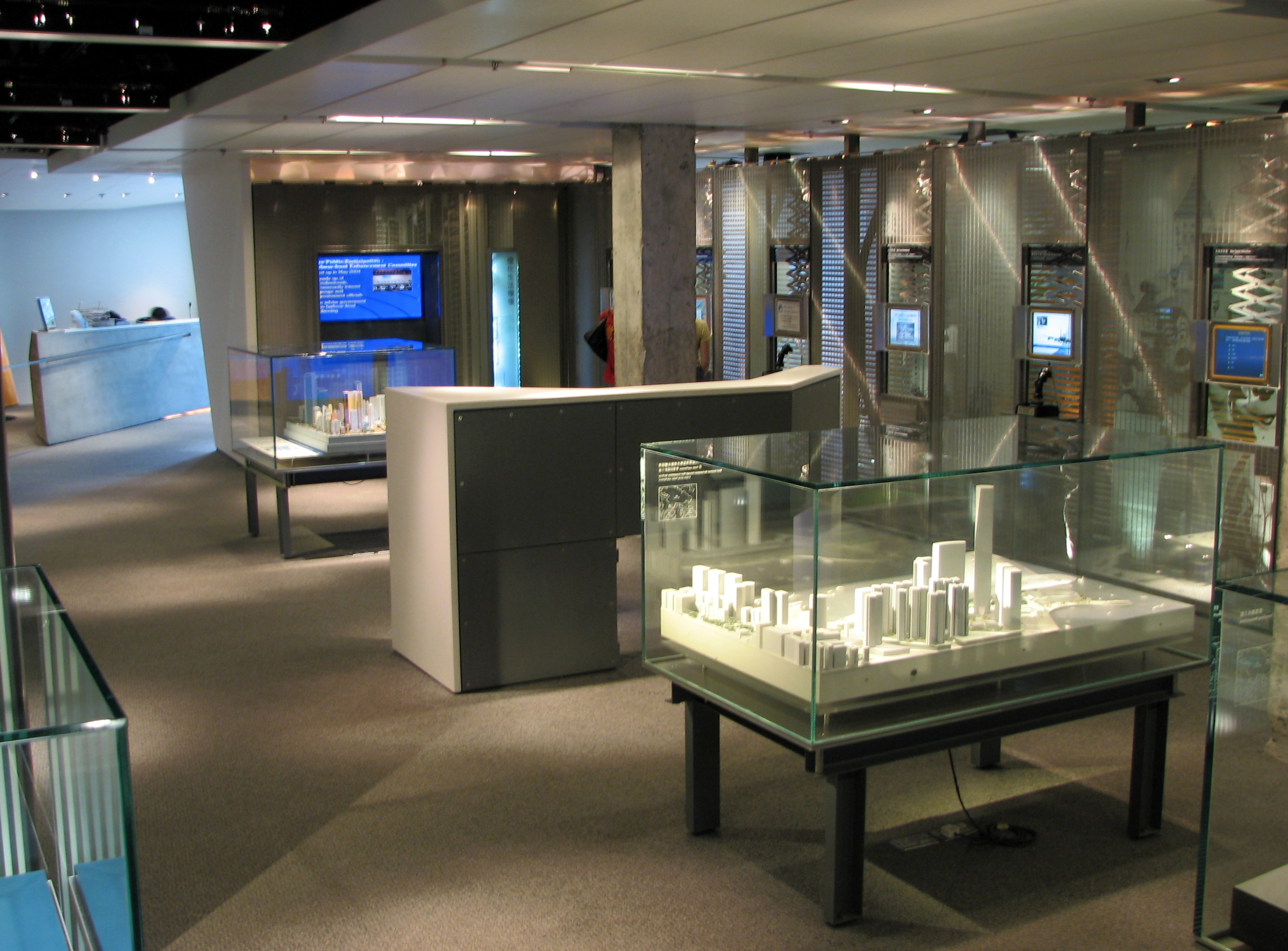
Exposición arquitectónica en la HK Planning & Infrastructure Exhibition.
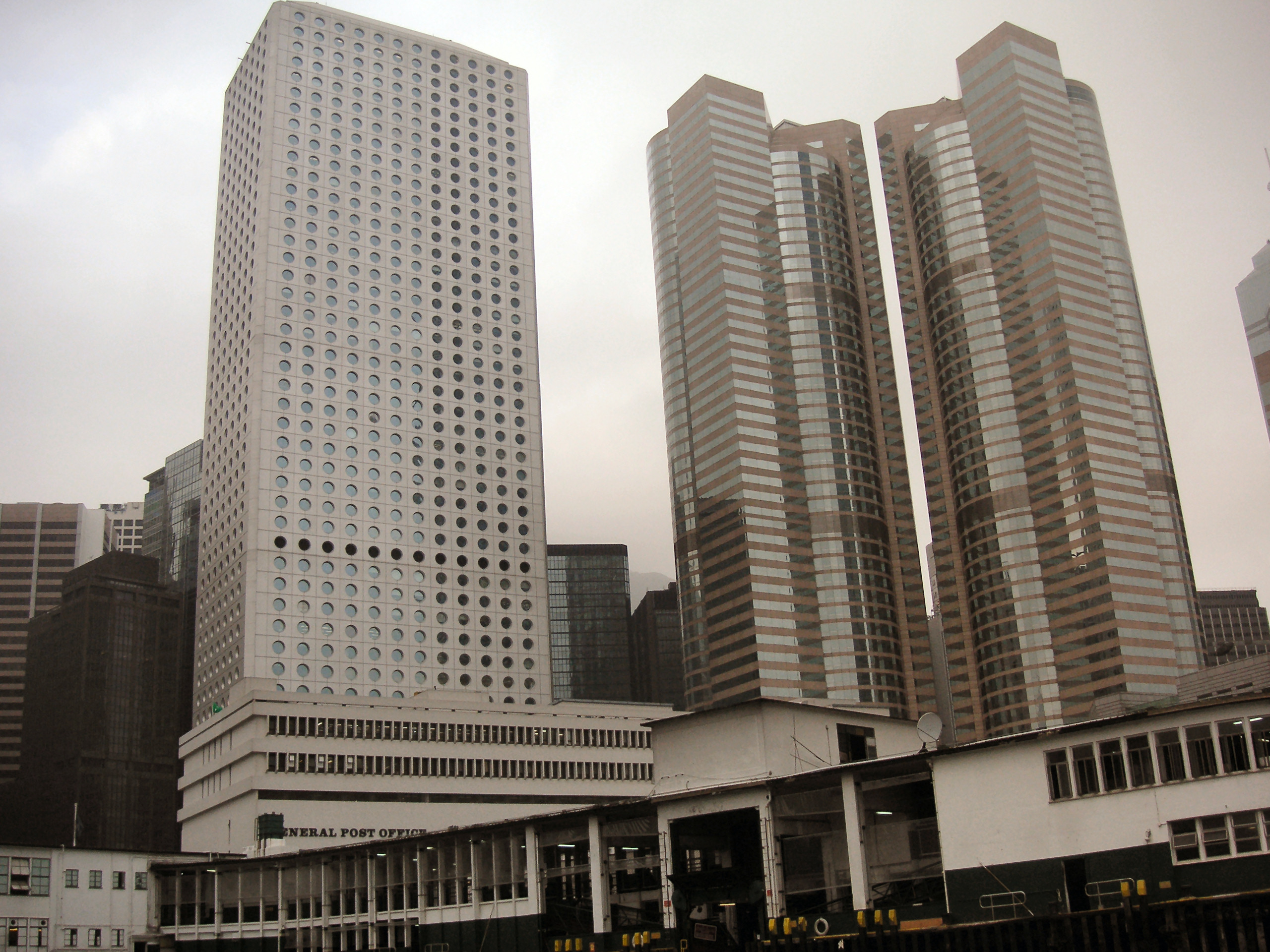
Jardine House y Exchange Square.
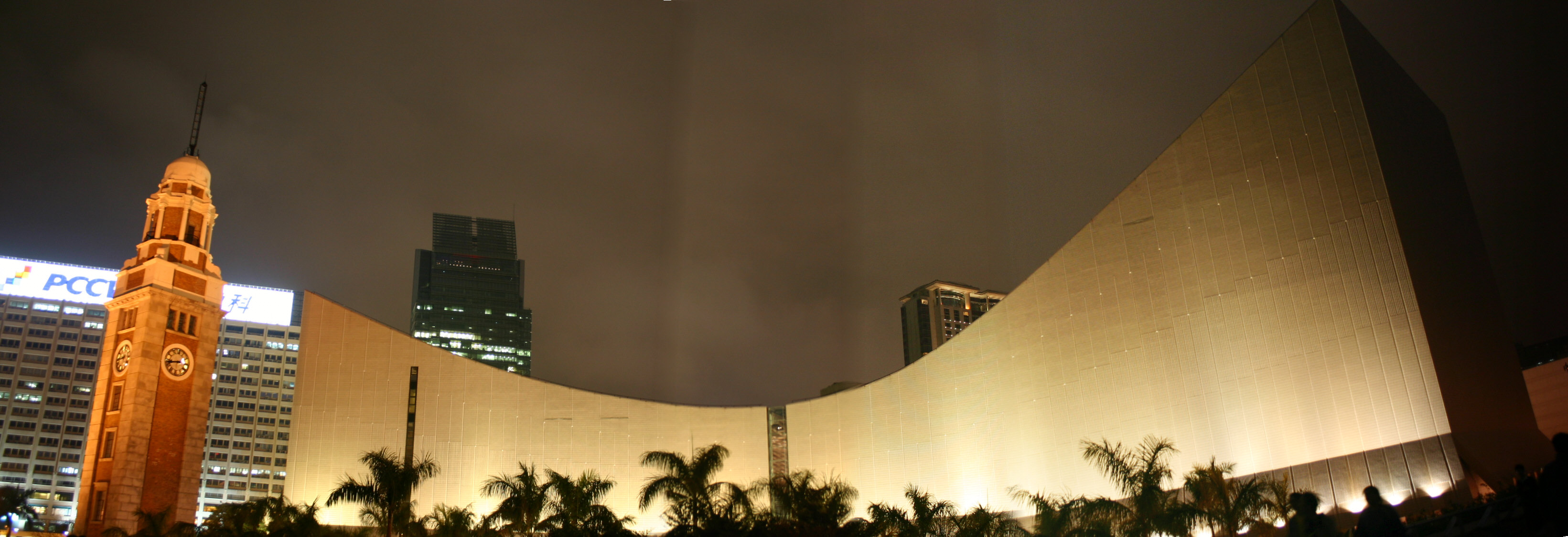
El Hong Kong Cultural Centre.
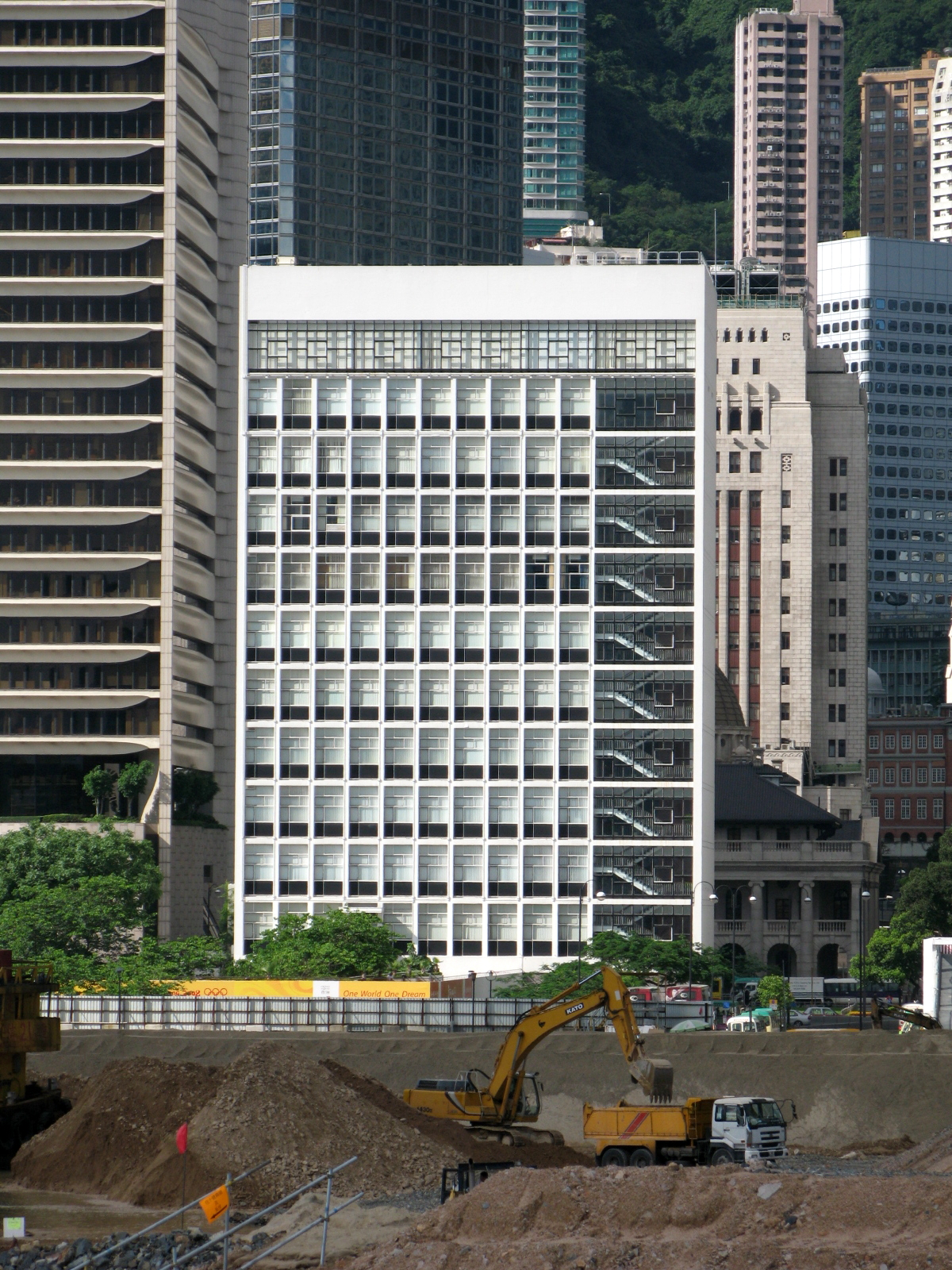
El Ayuntamiento.
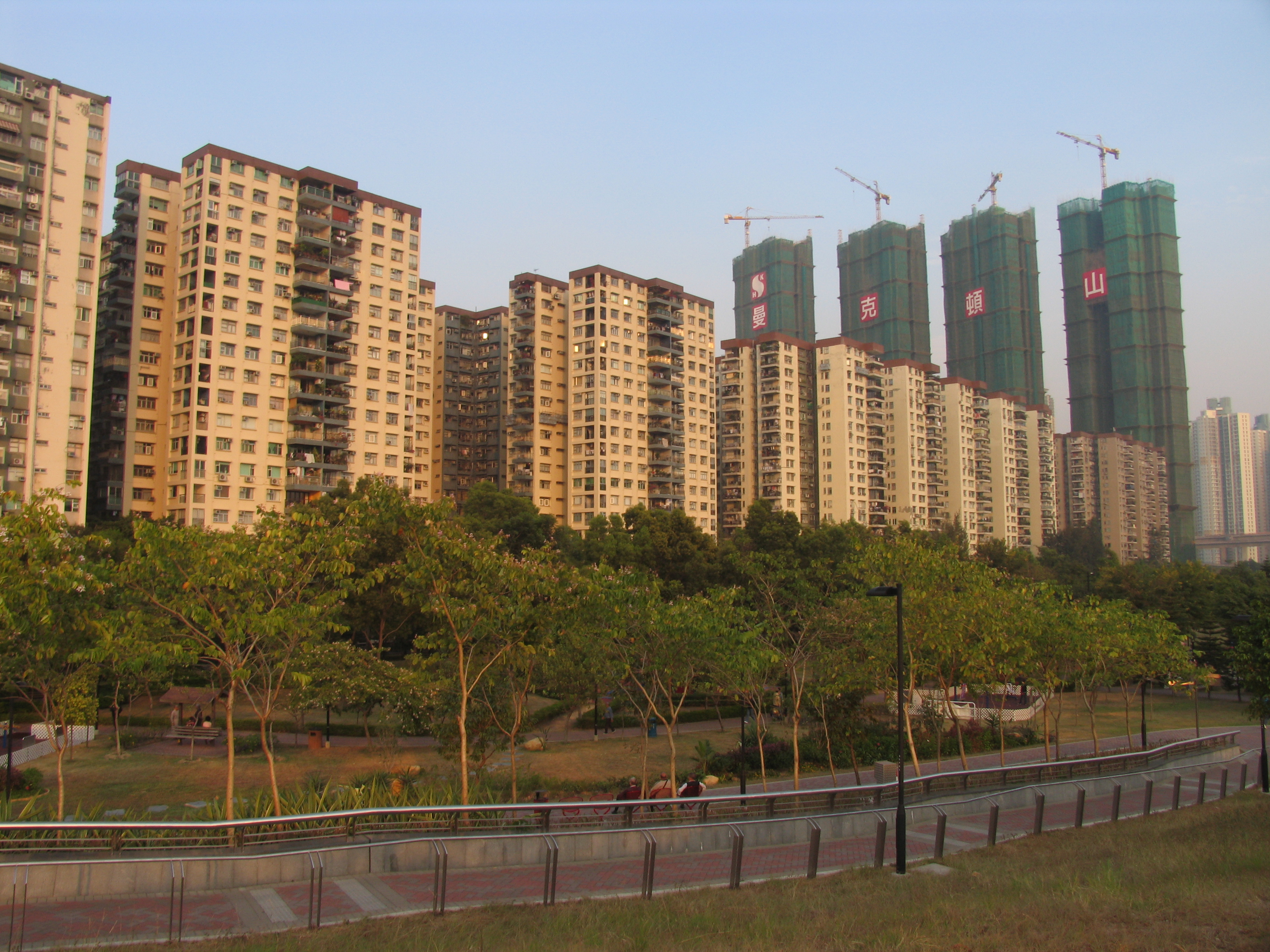
Mei Foo Sun Chuen, uno de las primeros urbanizaciones privadas de Hong Kong.